# Pistoriusplatz
Der Pistoriusplatz im Berliner Ortsteil Weißensee trägt seinen Namen seit 1931. Der Stadtplatz liegt an der Pistoriusstraße zwischen der Max-Steinke-Straße und der parallel zur Pistoriusstraße verlaufenden Charlottenburger Straße. Lange vor der Namensgebung gab es diese Fläche bereits, die bei den Anwohnern Zickenwiese genannt wurde. Die südliche Hälfte des Platzes ist 2016–2019 mit einem Wohnkomplex bebaut worden.

## Lage

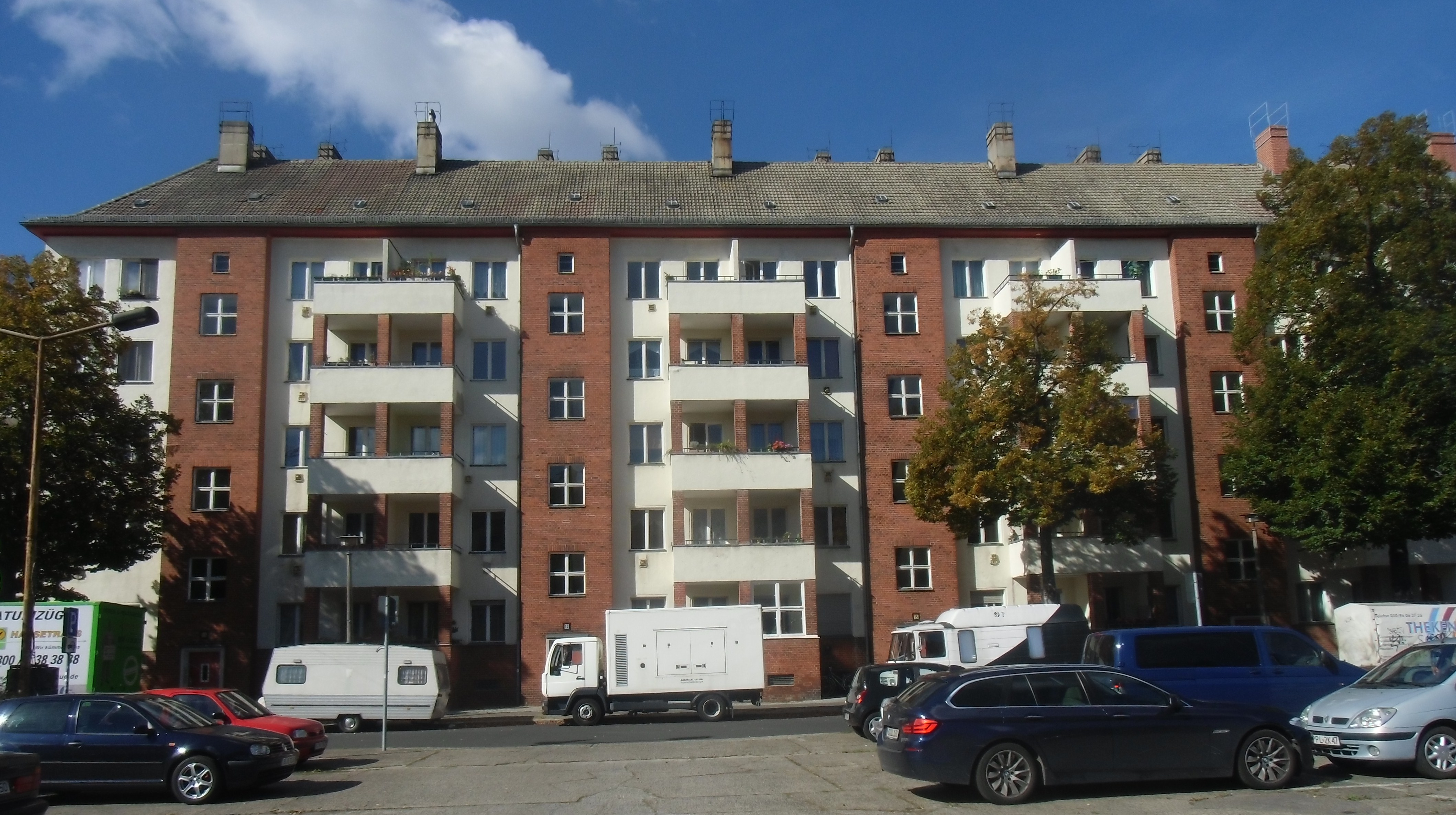
Bebauung der Westseite

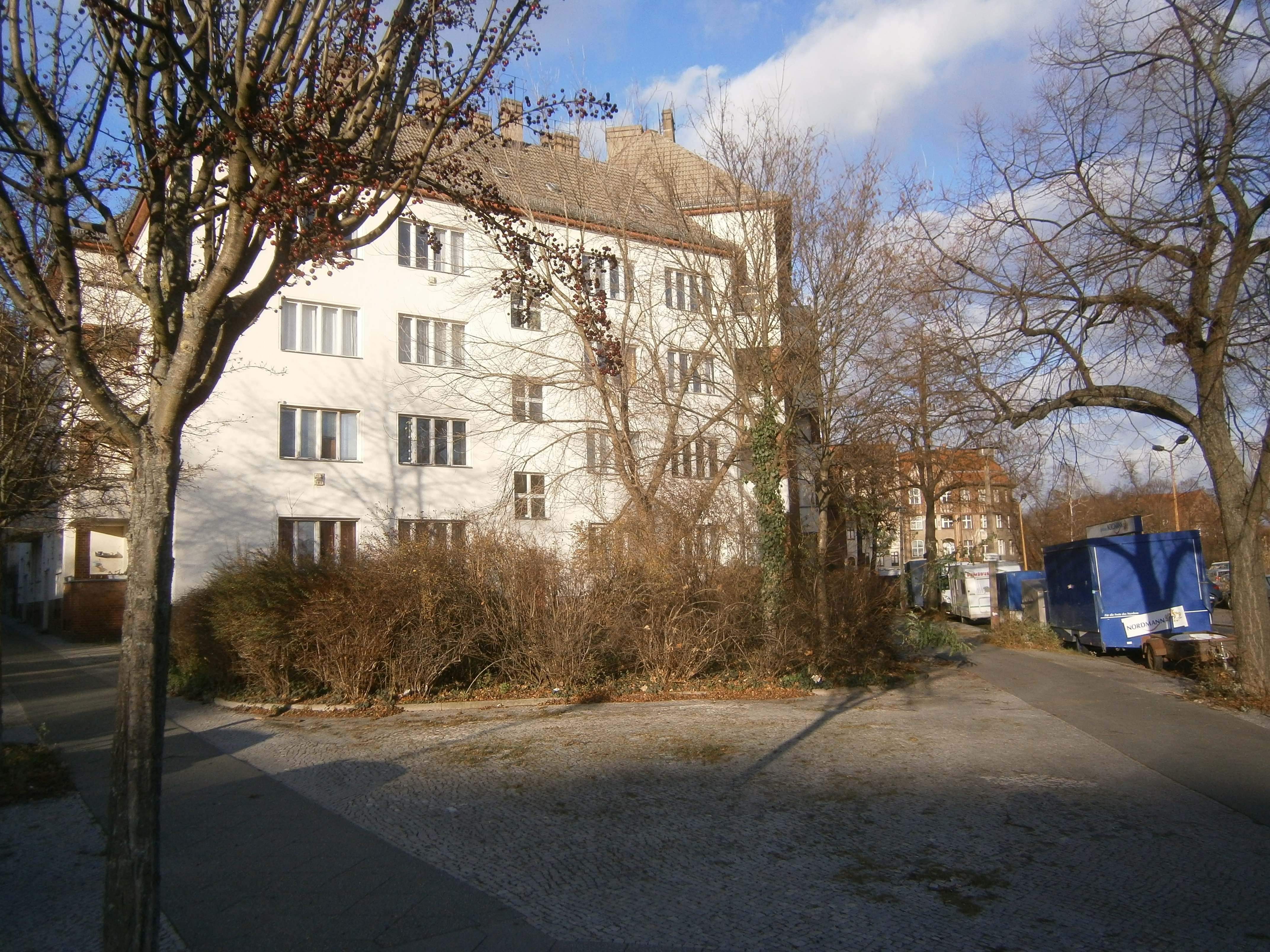
Wohnhaus Pistoriusplatz 9 im Südwesten des Platzes mit Blick von der Charlottenburger in die Max-Steinke-Straße

Der Pistoriusplatz liegt am Gründerviertel Weißensees, das sich an der Langhansstraße als Hauptstraße zwischen König-Chaussee (Berlin–Bernau → B 2, Berliner Allee) und Heinersdorfer Weg/ Chaussee nach Französisch-Buchholz (Berlin–Uckermark → B 109, Prenzlauer Allee) an der Weichbildgrenze von Berlin entwickelte. Dessen Straßen und Plätze wurden nach Personen benannt, die sich um die Entwicklung und den Ausbau von Weißensee während der Gründerzeit verdient gemacht haben. Die Fläche des Pistoriusplatz gehörte zum Vorort Neu-Weißensee im Kreis Nieder-Barnim, das (auf Drängen von Bürgermeister Woelck) mit dem Dorf Weißensee 1909 vereinigt und mit der Bildung von Groß-Berlin im Jahr 1920 in den Verwaltungsbezirk Weißensee eingegliedert wurde.
Die Wohnhäuser am Rand des Platzes sind mit 2–22 (gerade, südöstlich) und 9–21 (ungerade, nordwestlich) in der Adresse diesem zugeordnet. Die Südostseite schließt zwischen der Eckbebauung Pistoriusplatz 2 / Charlottenburger Straße 9/10 bis an die Pistoriusstraße (gefolgt von Nr. 125). An der Nordwestseite stößt die Hausnummer 21 stumpf an die Pistoriusstraße 122 an der südlichen Ecke bildet das Wohnhaus 9 einen stumpfen Winkel zu 11 und ist mit Max-Steinke-Straße 18/19 rechtwinklig in der Eckbebauung. Auf Karten ist der Platz meist mit zwei Randstraßen eingezeichnet.
Der Platz ist von Wohnhäusern (teilweise gewerblich genutzt) umgeben. Er wird bei einer Größe von 8360 m² zum Teil als Parkfläche genutzt. An der Häuserreihe befinden sich an beiden Seiten acht Meter breite Straßen und zur Blockrandbebauung hin fünf Meter breite Gehwege, die an der schräg laufenden Max-Steinke-Straße eine Dreiecksfläche von 600 m² bilden. Vom Platz ist der Straßenlauf der Max-Steinke-Straße an die Charlottenburger Straße rechtwinklig geführt und Ausfahrt des westlichen Fahrwegs. Die durch die Abschrägung mit Haus Nr. 9 am Südwesten vorhandene Fläche ist mit der Bebauung eine grüne Insel gewesen. Einst stand ein Trafohäuschen an dieser Stelle. An der Südwestecke besteht – zusammen mit dem Gehweg entlang der Charlottenburger Straße – eine für den Fußgängerverkehr von der Parkplatznutzung freie Fläche mit einer dreieckigen Grünfläche. Allerdings sind Fußgänger- und Fahrzeugverkehr nicht sehr stark. Die Gehwege an der Blockbebauung bestehen aus einem zwei Meter breiten Asphaltband und Kleinpflasterungen zum Rand der Häuser und 1,50 Meter Breite zum Straßenrand auf dem Straßenbäume und Laternen stehen. Die Eckgebäude an der Pistoriusstraße (über Nebenbauten zu Nr. 122 und an der Nordostecke Pistoriusplatz 22) haben im Erdgeschoss eine gehwegbreite Überbauung aus verklinkerten Bögen. Die Wohnhäuser an beiden Platzseiten besitzen Klinkerverblendung bis auf das Treppenhaus hinauf, im Haussockel und für die Säulen an den Balkonen. Dadurch ist optisch der Stil des Munzipialviertels (Gemeindezentrum am Kreuzpfuhl) aufgenommen. Die Wohnanlage Pistoriusplatz ist als Ensembleteil in der Berliner Denkmalliste aufgenommen. Der Entwurf der Anlage stammt aus dem Jahr 1929 von dem Architekten Wilms und wurde für die Pankower Heimstätten GmbH von der Baufirma Karl Schmidt ab 1930 erbaut.

## Geschichte
Die Fläche, die den Namen Pistoriusplatz trägt, wurde seit 1875 als Wiese genutzt. Sie bekam den Namen nach dem Besitzer des Ritterguts Weißensee, Johann Heinrich Leberecht Pistorius (1777–1858), der Namensgeber der anliegenden Pistoriusstraße war. Vor 1931 wurde die Fläche im Berliner Volksmund als Zickenwiese bezeichnet. Der Platz bildet das südwestliche Ende der Wiesen und von Freianlagen, von denen auf der nordöstlichen Seite der Pistoriusstraße der Kreuzpfuhl vorhanden ist. Der Platz wurde im Zusammenhang mit dem Munizipalviertel als Bauernmarkt ausgestaltet, um den Bauern der Umgebung Gelegenheit zu geben, ihre Produkte in der Nähe von Neu-Weißensee zu verkaufen. Den (zunächst unbenannten) Platz sollte ein Brunnen zieren. Der Markt wurde realisiert und statt des Brunnens wurde ein Blumenbeet angelegt.
Im Adressbuch 1896 ist der Vorort Neu-Weißensee erstmals aufgenommen und die Umgebung des Pistoriusplatzes (noch unbenannt und nicht aufgeführt) ist parzellierte Freifläche. An der Pistoriusstraße wird östlich vom Mirbachplatz (vor 1900: Cuxhavener Platz) für die Südseite die Cuxhavener Straße genannt. Die weiteren Grundstücke 120–128 sind als Baustelle (Eigentümer: Procurist M. Frank) bezeichnet, bevor auf 129/130 die Weißenseer Pumpstation und zur Parkstraße ein Lagerplatz (131–137) folgt. Die Hufeisennummerierung der Pistoriusstraße besteht noch und entsprechend die Grundstückszuordnung. Die Nordseite der Pistoriusstraße ist zwischen 20 (Gemeinde Weißensee) und 28 (Mietshaus) unter 21–27 ebenfalls mit „Baustelle“ (Eigentümer: Kaufmann S. Wirtz) bezeichnet. Dabei sind unter der Angabe „Baustelle“ im Berliner Adressbuch parzellierte und mit Eigentümer im Kataster eingetragene Flächen, eine Bebauung findet aktiv zu diesem Zeitpunkt nicht statt. Der Cuxhavener Platz ist mit den Grundstücken 1–9 aufgenommen, die jedoch außer dem Mietshaus 8 (Wilhelmstraße 30) zu den anliegenden Straßen Schön-, Gäbler-, Pistoriusstraße eingeordnet sind. Die Cuxhavener Straße ist unbebaut. Darüber hinaus ist die Lage der Gäblerstraße von der Königschaussee (aktuell → Antonplatz / Berliner Allee) bis Roelckestraße aufgeführt.
In den Adressbüchern 1899 und 1905 ist Pistoriusstraße 119–128 als Baustelle (auch 131–137) eingetragen und die Pumpstation (129/130) gehört zur Charlottenburger Straße 10. Durch die Zusammenlegung von Weißensee und Neu-Weißensee im Jahr 1909 begann die Verdichtung der zwischenliegenden Bauflächen. Als Gemeindebaurat wurde Carl James Bühring berufen.
Im Jahr 1910 ist gegenüber dem Stadtplatz (Pistoriusstraße 22/23) eine Turnhalle der Säuglingsklinik der Gemeinde Weißensee entstanden und das Gebäude Nummer 24 ist ein Mietshaus der Gemeinde mit Lungen- und Säuglingsfürsorgestelle, Säuglingsklinik, Fleischbeschau-, Wohlfahrts- und Hoch-/Tiefbauamt. Die Südseite zwischen Mirbachplatz und Parkstraße ist unbebaut bis auf eine Volksbücherei. An der Charlottenburger Straße befand sich neben der Pumpstation (Nr. 10) noch das Siechenhaus (11/12); der Südrand des (Pistorius-)Platzes bis Gäblerstraße (seit 1918: Max-Steinke-Straße) ist auf Charlottenburger Straße 13–18 ebenfalls als Baustelle ausgewiesen.
Im Jahr 1922 führt das Adressbuch im Bereich des späteren Pistoriusplatzes für den Ortsteil Weißensee im Verwaltungsbezirk Weißensee die Straße 57 nach Norden an, ohne dass diese selbst aufgenommen ist. Von der Pistoriusstraße nach Süden bestanden Baustellen.

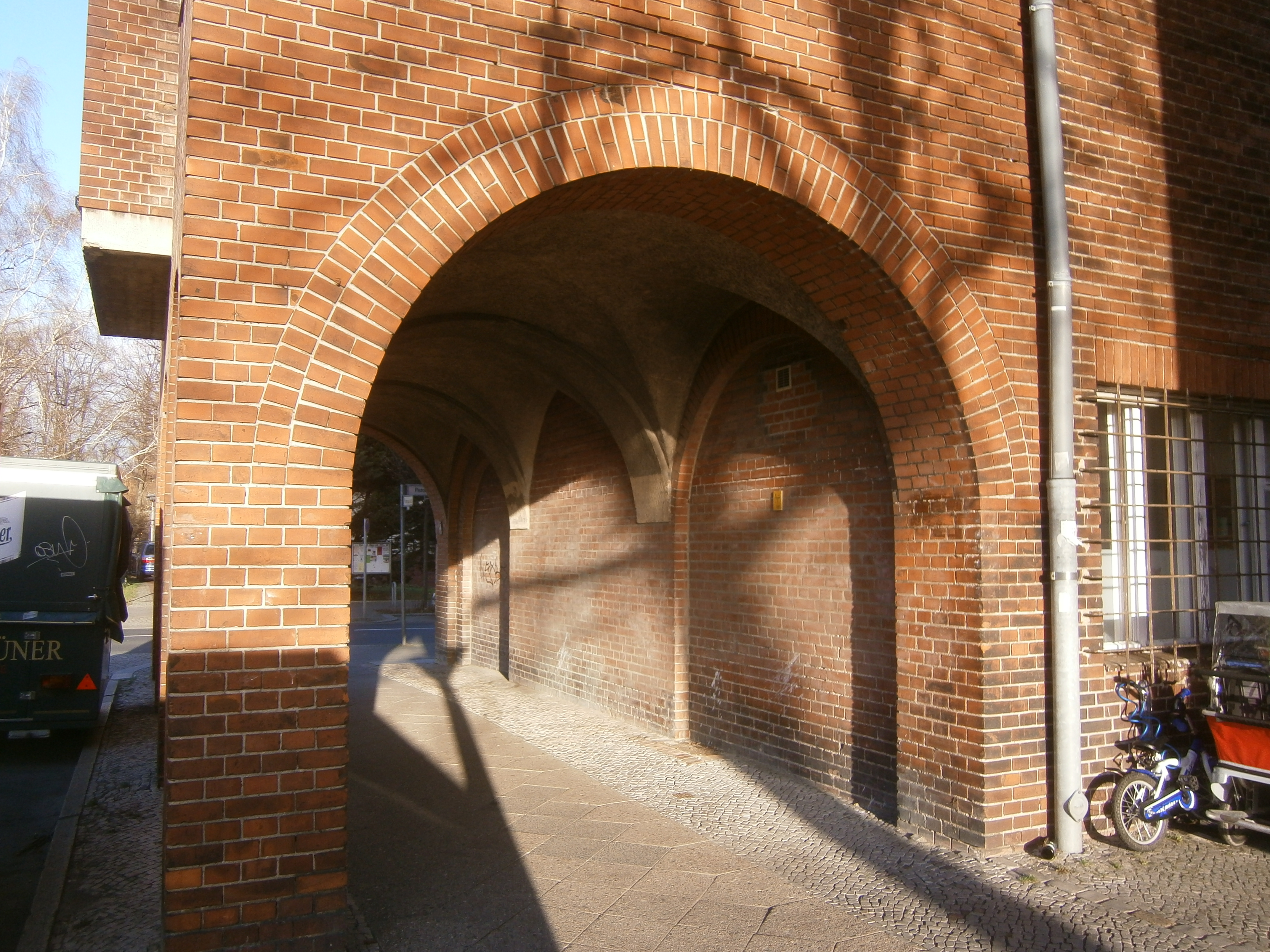
Östlicher Torbogenabschluss zur Pistoriusstraße

Mit dem Bebauungsprojekt Weißensees von 1929 lautete die Bezeichnung Platz B. Die Adressbücher 1930 und 1931 führen weiterhin die Straße 57 zwischen Charlottenburger Straße 8 (Neunparteien-Miethaus) und 9–11 (Baustellen) auf. An der Pistoriusstraße sind weitere Baustellen ausgewiesen, die Platzfläche ist unbebaut. Im Jahr 1932 verweist das Adressbuch auf die fehlende Bebauung am Nordrand: „(Pistoriusstraße) 122–125 existieren nicht“. Für den Südrand besteht unter Charlottenburger Straße der Eintrag Pistoriusplatz, ein eigenes Stichwort gibt es im Adressbuch jedoch nicht. Für 1933 ist der Pistoriusplatz noch immer nicht gesondert aufgelistet, er erscheint aber namentlich zwischen Pistoriusstraße 121 und 122–125 als „existiert nicht“. Erste Wohnhäuser entlang des Platzes wurden fertiggestellt.
Im Adressbuch 1936 hat der Pistoriusplatz erstmals ein eigenes Stichwort. Zwischen Max-Steinke- und Charlottenburger Straße zur Pistoriusstraße sind die Wohnhäuser 9–21 und 2–22 im Eigentum der Pankower Heimstätten G.m.b.H. aufgeführt.

## Bebauung

Panorama des Pistoriusplatzes nach Norden (Stand: 2012)

Der Pistoriusplatz blieb im Zweiten Weltkrieg von Gebäudeschäden verschont. Die freie Fläche des Pistoriusplatzes hinterlässt aktuell mit bis zu 300 geparkten Autos einen ungepflegten Eindruck, das umgebende Gebiet ist bis auf einige Baulücken geschlossen. Dem Pistoriusplatz fehlt trotz einiger Bäume am Rand und zwei 20 × 5 m² Grünfläche die Beschaulichkeit. Eine Grünanlage auf dem nördlichen Teil wurde von Anwohnern befürwortet, da es statt sechs Quadratmeter pro Einwohner nur 2,6 m² gibt. Es bestanden einige Bebauungsvorhaben. Eine Baugenehmigung von 1989 sah in der Mitte der Baufläche einen Supermarkt vor und zu beiden Seiten viergeschossige Baukörper. Die Genehmigung wurde siebenmal verlängert, danach wurde sie ungültig.
Der gesamte Kiez ist denkmalgeschützt und für Weißensee-Süd besteht eine Erhaltungsverordnung. Trotzdem gab es immer neue Ideen: der Berliner Chorverband wollte eine Konzerthalle errichten, was der Baustadtrat abgelehnt hat. Im Jahr 1998 bekam ein Investor 3750 Quadratmeter Fläche zum Bau von 21 Wohnungen und weiteren Gewerberäumen zugesprochen, ein Einkaufszentrum sollte entstehen. Doch das Bauvorhaben zerschlug sich […].
Seit 1997 sind 3700 Quadratmeter in privater Hand, der Rest gehört dem Land Berlin. Im Jahr 2014 wurde ein Plan bekannt zum Bau von 40 bis 50 Wohnungen, verteilt auf zehn Häuser mit vier bis fünf Geschossen an der Charlottenburger Straße. Verschiedene Investorengruppen haben auf dem südlichen Teil des Platzes 2016–2019 nach Plänen der Architekten Kaden und Lager Häuser mit Etagen- und Maisonettewohnungen sowie offenen Treppenhäusern errichtet. Die Gebäudehöhen sollen den Einfall des Sonnenlichts in die offenen Höfe erlauben.

## Weitere Aktivitäten
Michael Bender und seine Lebensgefährtin, Anwohner des Pistoriusplatzes, haben sich seit 2008 intensiv um die Grünpflege rund um ein Trafohäuschen am südlichen Rand des Platzes gekümmert. Die von ihnen als Kleine Oase bezeichnete Fläche diente zuvor häufig zur illegalen Entsorgung von Sperrmüll, das Trafohäuschen war Ziel von Schmierereien. Die beiden pflanzten und pflegen Sträucher und Blumen und haben rund um das kleine Bauwerk ein öffentlich nutzbares Erholungsplätzchen geschaffen, auch selbstgestaltete Hinweisschilder wurden aufgestellt. Für dieses ehrenamtliche Engagement erhielten beide im Jahr 2016 die Bürgerschaftsmedaille des Bezirks.